# Маринкова бара
Маринкова бара је урбано насеље у Београду и налази се у београдској општини Вождовац.

## Локација
Маринкова бара налази се у северном делу општине, окружена је ауто-путем Београд-Ниш и налази се у долини Мокролушког потока. Граничи се са насељима Душановац на северозападу, Браће Јерковић на југу, насељем Медаковић на југоистоку и истоку и насељем Коњарник на северу преко ауто-пута.

## Карактеристике
Маринкова бара потиче из 1920-их и 1930-их, када је мало село било у источном предграђу Београда. То је углавном насеље са заједничким двориштима и малих, индивидуалних кућа. Већина становништва су Роми, али као што је старо насеље, оно је у потпуности урбанизовано и на тај начин не спада у неформалном насељу. Познато је за велики број малих продавница, поправку и занатлије продавнице, и још неке од инсталација српске електронске компаније, електродистрибуције и објеката комуналног предузећа у Београду.

## Сива Стена
Сива Стена (Сива Стена) је јужни продужетак Маринкове баре, раније се сматрало једном истом крају. Данас је то центар насеља око улице са истим именом, која спаја улице Браће Јерковић (на западу) и Заплањску (на истоку).
Централно гробље је подигнуто 1939, сахрањивање од јула 1940, а источна и јужна екстензија су одвојене. Од 1960. Сива Стена је урбанизовано у савременим насељима Медаковић 1 и Браће Јерковић. Данас, Сива Стена формира локалне заједнице (месне заједнице), административно је под-општинска јединица у општини Вождовац и чини везу између урбаног насеља Маринкова бара, Медаковић 1, Браће Јерковић, Душановац и Вождовац.

## Историја
Друштво за улепшавање предграђа Петра Мркоњића и околине подигло је јула 1939. Дом културе у Ђакона Авакума 26. Ово је било најсиромашније предграђе али "нигде се не пева толико као у Маринковој бари". Главна активност реченог Друштва било је проповедање трезвености. Након расељавања Јатаган мале, велики број људи се преселио овамо. Славили су Петровдан.